# ハープーン (ミサイル)
ハープーン（英: Harpoon）は、アメリカ合衆国のマクドネル・ダグラス社が開発した対艦ミサイル。アメリカや日本など30ヶ国以上が採用しており、西側諸国ではフランスのエグゾセと市場を二分するベストセラーとなっている。
アメリカ軍においては、艦対艦（SSM）型はRGM-84、潜水艦発射型（USM）はUGM-84、空対艦（ASM）型はAGM-84として制式化されている。愛称の“harpoon”は捕鯨用の銛の意で、元々浮上した潜水艦を攻撃するために開発されていたことに因む。

## 開発に至る経緯

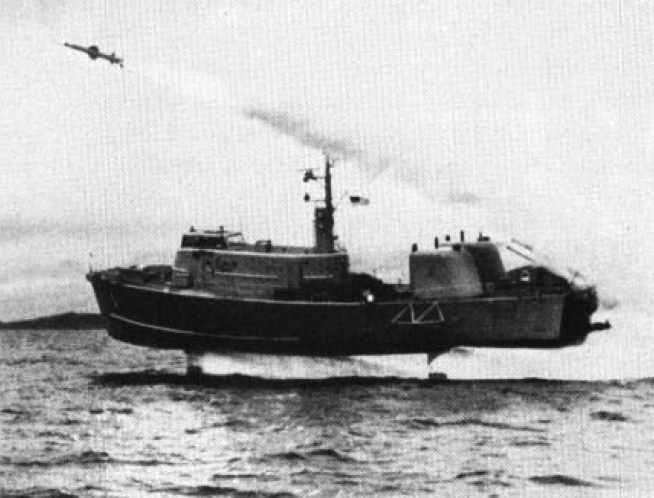
「ハイ・ポイント」から発射された試作型ハープーン(1974年)

1965年、アメリカ海軍航空システム軍団（NAVAIR）は、ブルパップ・ミサイルの後継となる兵器の開発に着手した。当初構想では、エコー2型原子力潜水艦やジュリエット型潜水艦といった巡航ミサイル潜水艦が浮上しているところを航空機によって攻撃することが主目的とされており、ハープーンという公式の愛称もこれに由来するものであったが、まもなく対艦兵器としても考慮されるようになった。また1967年にエイラート事件が発生する前の段階で、既に、艦上に搭載しての艦対艦ミサイルとしての運用が想定されるようになっていた。
1968年より公式に計画が開始され、1971年6月にはマクドネル・ダグラス社が主契約者に選定された。1972年10月17日には初の試射が行われ、1974年には誘導試射に移った。量産は1975年から開始され、アメリカ軍においては、SSM型（RGM-84A）が1977年より配備開始されたのを皮切りに、ASM型（AGM-84A）は1979年、USM型（UGM-84A）は1981年より配備されている。また1982年6月以降の引き渡し分は小改良型のブロック1B（-84C）に移行したほか、1984年からは更に改良したブロック1C（-84D）に移行した。1991年から配備された長射程型のブロック1Dは2003年までに運用を終了したものの、1999年からは、その技術をブロック1Cにバックフィットしたブロック1G（-84G）の配備が開始されていた。またハープーンを基にした長射程型空対地ミサイルとしてSLAM（Standoff Land Attack Missile）も開発され、ブロック1E（AGM-84E）として1988年より引き渡しを開始し、艦上発射型の試験も行われたほか、射程延伸型のSLAM-ER（AGM-84H/K）も開発された。
1996年、マクダネル・ダグラス社は、全面的な改良型であるハープーン2000の計画を公表した。同年春には、海軍はハープーン2000についての情報提供依頼書を発出し、これに基づくブロックII（-84J/L）は2009年より配備を開始した。

## 設計

### ミサイル本体
ハープーンは、できる限り多くの海軍の艦船・航空機に搭載できるよう、スタンダード艦対空ミサイルと同程度の寸法とするよう要求された。

#### 誘導装置
ミサイルの誘導方式としてはアクティブ・レーダー・ホーミング（ARH）を採用しており、ファイア・アンド・フォーゲット能力を有する。テキサス・インスツルメンツ（後のレイセオンTIシステムズ）によるPR-53/DSQ-28 2軸アクティブ・レーダー・シーカーを備えており、動作周波数はKuバンド、アンテナはフェーズドアレイ方式で、90度回転可能とされる。
中途航程では慣性誘導（INS）が行われ、16ビットのIBM 4PiSP-0Aデジタルコンピューターを用いたオートパイロットを中核として、リア・ジークラー社の慣性計測装置と、ハネウェルまたはコルスマン社のAN/APN-194レーダー高度計が連接された。またブロックIIでは、中間航程での誘導制御装置として、JDAMと同じハネウェル社製HG1700リングレーザージャイロ慣性計測装置、MC68040プロセッサーをベースとしたミッションコンピューター、SLAM-ERと同じコリンズ社製GEM III GPS受信機を組み込んだ誘導制御ユニットが採用されている。このような改良の結果、ブロックIIでは平均誤差半径（CEP）3メートルという精度が実現され、接岸している、あるいは民間船舶と近接した敵艦への攻撃、更には移動中のものを含む地上目標への攻撃も可能となった。
通常、ミサイルは、オートパイロットによってあらかじめ設定された地点まで飛翔したのちにレーダーを起動させるが、発射後すぐにレーダーを起動させることもできる（ベアリング・ライダー・モード）。またブロック1B以降のバージョンは、ターゲット・エリアまでドッグレッグ軌道を飛行させることができる。ブロック1Cでは、最大で3か所の経由地点を設定し、15度以上の旋回で針路を変更することができる。終末航程では、ブロック1ミサイルは目標から約1.8km離れた地点で急上昇し、30度の急降下攻撃を行うのが典型的だが、ブロック1B以降では、低空飛行のままで目標に突入することもできるようになった。
ブロック1Dでは射程が延びた分、目標を見失うリスクも増えたことから、もし見失った場合にはクローバーの葉のような捜索パターンをとって、目標を再捕捉することとされていた。ブロック1Gでは、先行するミサイルと同様に3か所の経由地点を設定できるほか、ブロック1Dの再攻撃能力も導入されている。

#### 弾頭部
総重量221.6kg・炸薬量100kgの半徹甲弾頭を備え、遅延信管によって起爆する。弾頭は貫通後に爆発し、少なくとも一つの区画を破壊することを意図している。ナヌチュカ型コルベットやミサイル艇であれば1発、フリゲートであれば2発、カーラ型のようなミサイル巡洋艦であれば4発、キエフ級航空母艦であれば5発の命中弾で使用不能になると見込まれている。

#### 推進装置
推進装置としては、単一スプールターボジェットエンジンであるテレダインCAE J402-CA-4000が搭載されており、最大推力2.92 kN (298 kgf)、最大15分間作動できる。通常型ではジェット燃料（ブロック1/1BではJP6、ブロック1C以降ではJP10）約45 kgを搭載しており、ブロック1A/Bでは射程50 nmi (93 km)、ブロック1Cでは射程67 nmi (124 km)となる。また長射程型として開発されたブロック1Dではタンクを65センチ延長して燃料搭載量を32 kg増加させており、射程130 nmi (240 km)となった。またブロックIIの射程はブロック1Cと同程度だが、ブロックII+ER（Extended Range）では改良型のターボジェットエンジンを導入し、射程を248 kmと倍増させる計画である。
SSM型・USM型では、ミサイルを巡航高度付近まで押し上げるための固体ロケットブースターも装着される。ブースターはサイオコールまたはエアロジェット製で、重量137 kg、約5,400 kgf (53 kN)の推力を約2.9秒間供給する。

#### 諸元表
|         | ブロック1C      | ブロック1C      | ブロック1D       | ブロックII      | ブロックII      |
| AGM-84D | RGM/UGM-84D     | AGM-84F         | AGM-84J          | RGM-84J         |                 |
| ASM型   | SSM/USM型       | ASM型           | ASM型            | SSM型           |                 |
| ------- | --------------- | --------------- | ---------------- | --------------- | --------------- |
| 全長    | 3.84 m          | 4.63 m          | 4.4 m            | 3.85 m          | 4.63 m          |
| 翼幅    | 91.4 cm         | 91.4 cm         | 91.4 cm          | 91.4 cm         | 91.4 cm         |
| 直径    | 34.3 cm         | 34.3 cm         | 34.3 cm          | 34.3 cm         | 34.3 cm         |
| 重量    | 520 kg          | 682 kg          | 621 kg           | 526 kg          | 690 kg          |
| 射程    | 124 km (67 nmi) | 124 km (67 nmi) | 240 km (130 nmi) | 124 km (67 nmi) | 124 km (67 nmi) |

### システム構成

#### 発射装置
上記のようにスタンダードとほぼ同寸法とされたことで、ハープーンは、艦対空ミサイル用のMk.11 連装ミサイル発射機やMk.13 単装ミサイル発射機、アスロック用の8連装ランチャで運用可能となった。
一方、専用の発射筒としては、ミサイル艇やコルベット用のMk 140 Mod 0と、大型艦用のMk 141 Mod 1がある。これらはミサイルを収容した円筒形コンテナに35度の仰角を付して束ねた構造であり、いずれも2秒に1発の割合でミサイルを発射できるが、Mk 141は耐衝撃性と肉厚のアセンブリを備え、弾片に対する装甲保護を提供するのに対し、Mk 140は15回の発射改修サイクルを想定して設計されたアルミニウム製発射容器が特徴であり、円筒形コンテナを4つ搭載した状態での重量は、Mk 141は5.9トン、Mk 140は4.02トンである。デンマーク海軍では、ピーザ・スクラム級フリゲートから撤去した発射筒を流用して地対艦ミサイルとしても運用している。
潜水艦発射型ではカプセルに収容した状態で潜水艦に搭載される。発射の際には、魚雷発射管から約15.25 m/sの速度で射出され、発射管から出たところでカプセルからフィンとプレーンが展開されて、45度の角度で浮上するように調整する。カプセルが浮上するとノーズキャップが分離し、ブースターが点火されてミサイルが射出される。

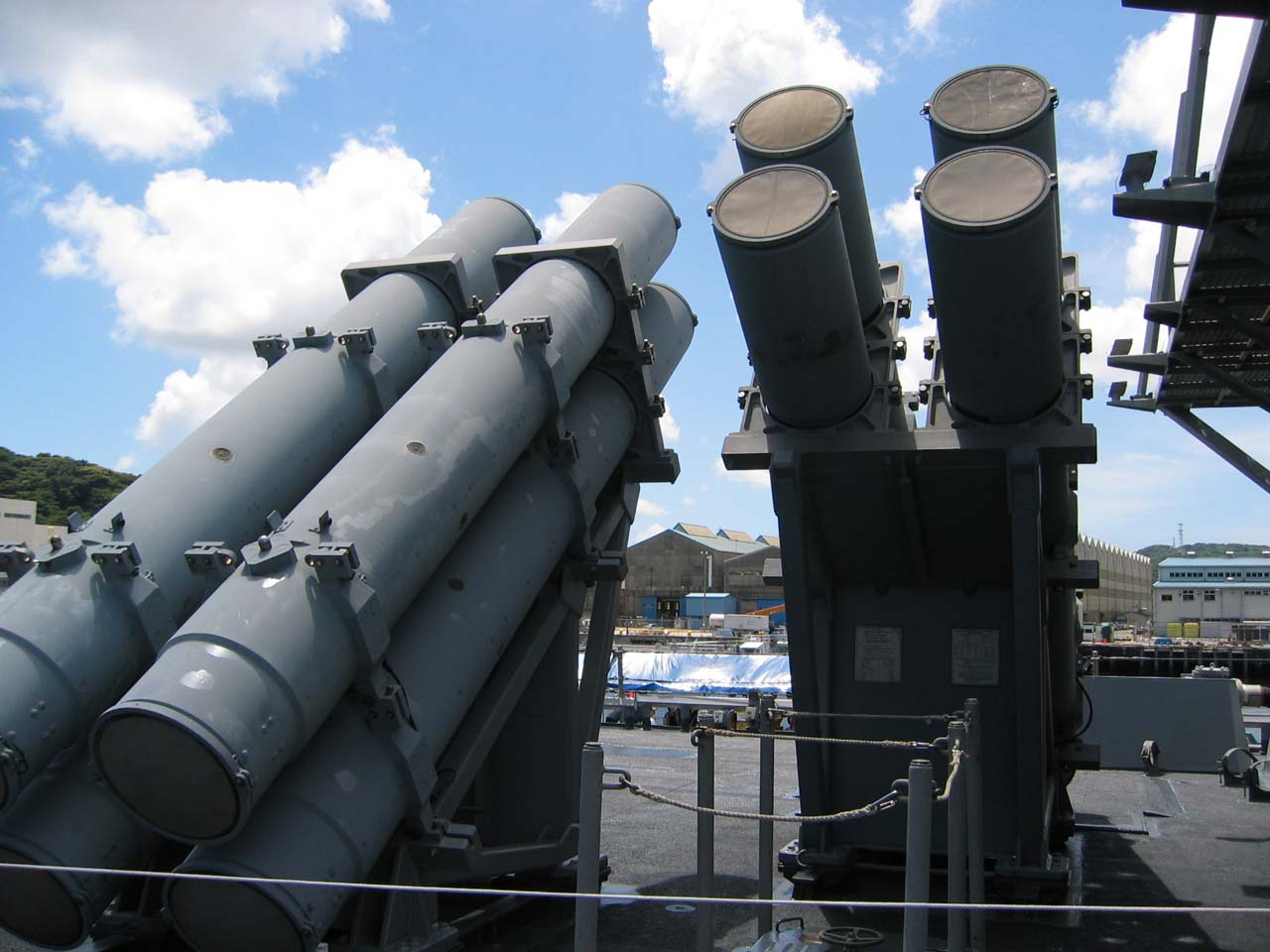
艦上搭載用の4連装発射筒。
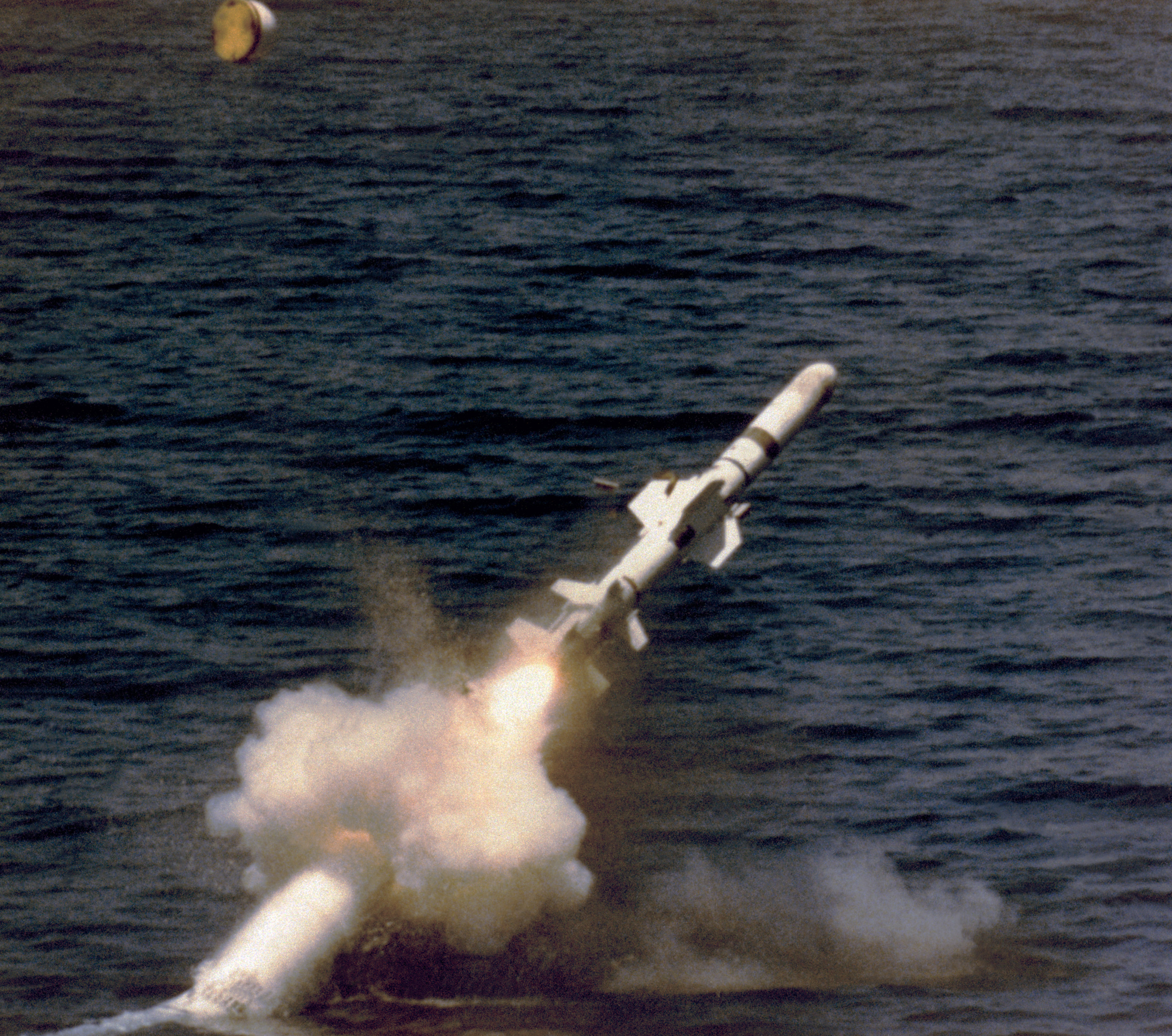
潜水艦から発射され、海面から飛翔を開始するハープーン。吹き飛ばされたカプセルのキャップが画像左上に映り込んでいる。画像は固体燃料ブースターによる加速中のもので、この後尾部のブースターを切り離してターボジェットによる巡航に移行する。
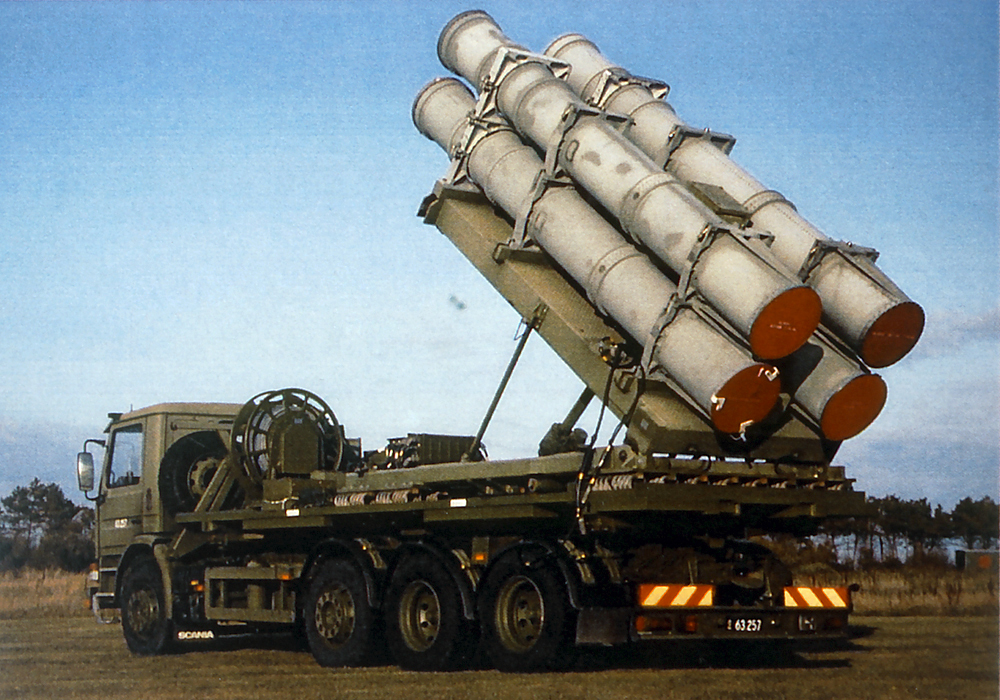
デンマーク海軍の地上発射型ハープーン発射器。RGM-84のキャニスターを大型トラックに搭載したもの。

#### 艦上装置
艦上装置としてはAN/SWG-1A攻撃管制装置（Harpoon Shipboard Command Launch Control System: HSCLCS）が用いられる。AN/SWG-1Aは、艦のセンサーや海軍戦術情報システム（NTDS）から得た情報を用いて、指定された目標や、目標付近の友軍・中立国の艦船を表示し、撃墜されるのを避けながら、最も高い確率で目標に命中するように、経由地点・進入角度を最適化したミサイル飛行計画を自動的に作成する機能を備えている。自艦や僚艦から発射された複数のミサイルを同時に着弾させることで目標の防御を飽和させることができるよう、発射のタイミングを調整する機能もある。
潜水艦では、アメリカ海軍潜水艦のうちMk 113武器管制システムを備えた艦とほとんどの輸出潜水艦は、水雷兵器用とは別体の武器管制システムであるEHCLS（Encapsulated Harpoon Command and Launch System）を用いる。一方、Mk 117武器管制システムではハープーンの管制機能を統合した。

## 配備

### 採用国一覧

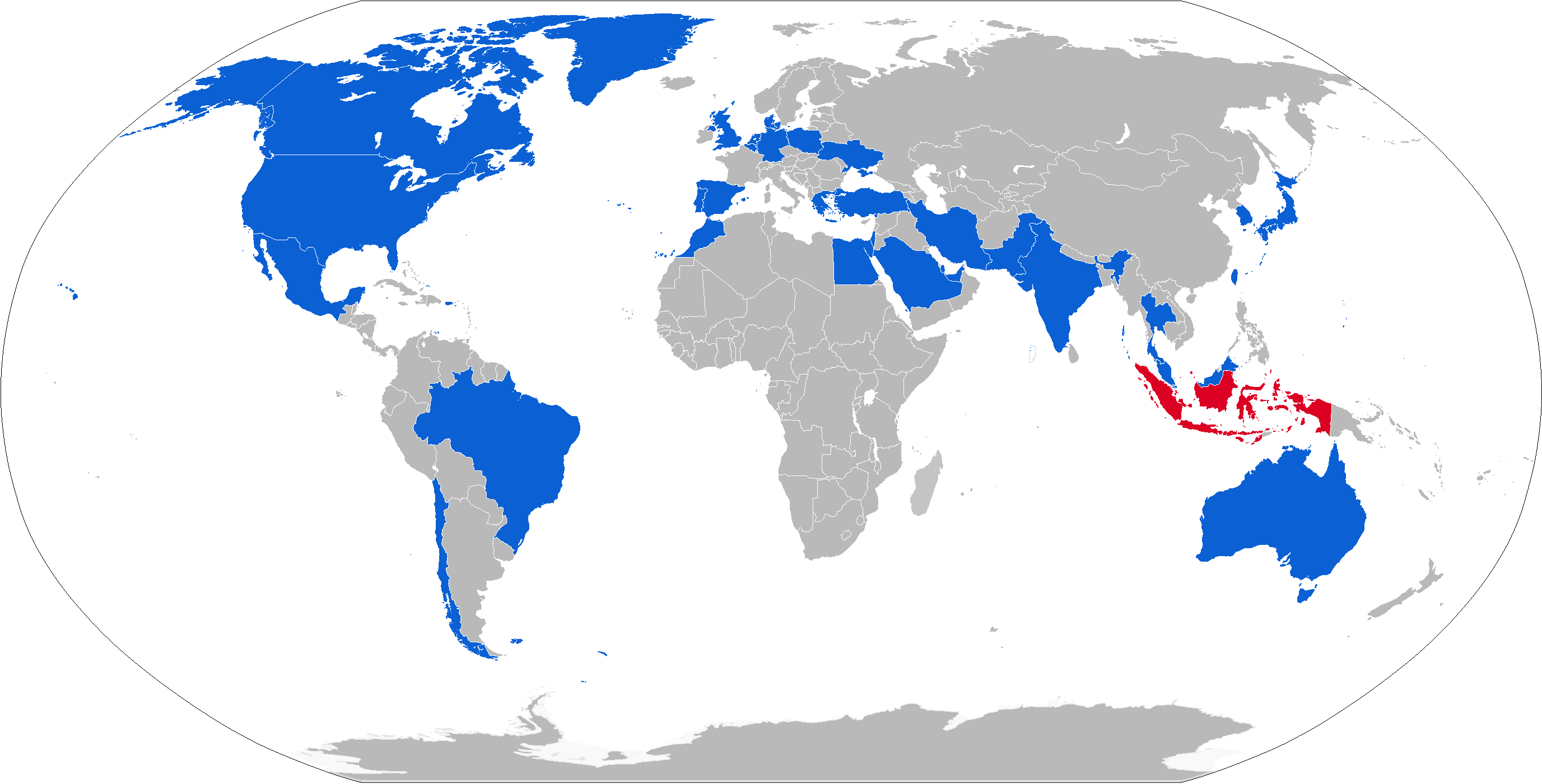

- オーストラリア
- ベルギー
- ブラジル
- カナダ
- チリ
- デンマーク
- エジプト
- ドイツ
- ギリシャ
- インド[注 1]
- イラン
- イスラエル
- 日本
- 韓国
- マレーシア
- メキシコ
- モロッコ[注 2]
- オランダ
- パキスタン
- ポーランド
- ポルトガル
- カタール
- サウジアラビア
- シンガポール[注 3]
- スペイン
- 中華民国（台湾）
- タイ
- トルコ
- アラブ首長国連邦
- イギリス
- ウクライナ
- アメリカ合衆国

### 運用史
アメリカ軍のハープーンの初実戦は、1986年3月24日、シドラ湾におけるプレーリー・ファイア作戦でのことであった。リーヒ級ミサイル巡洋艦「リッチモンド・K・ターナー」が発射したSSMモデルが哨戒艇を、タイコンデロガ級ミサイル巡洋艦「ヨークタウン」が発射したSSMモデルがコンバタント-II型ミサイル艇を大破させたほか、「サラトガ」から発進したVA-85所属のA-6Eおよび「アメリカ」から発進したVA-35所属のA-6Eは、ハープーンのASMモデルおよびクラスター爆弾によってリビア海軍のナヌチュカ型コルベットおよびコンバタント-II型ミサイル艇を攻撃し、大破ないし撃沈した。
1988年4月のプレイング・マンティス作戦でも4発が発射されて2隻を撃沈している。
1991年の砂漠の嵐作戦では、サウジアラビア海軍のアル・シディク級ミサイル艇「ファイサル」が1発を発射し、イラク海軍の機雷敷設艦1隻を撃沈している。

## 登場作品

### 映画
『ゴジラシリーズ』
『GODZILLA』
アメリカ軍のF/A-18Cに搭載されたAGM-84が、マディソン・スクエア・ガーデンを空爆するために使用され、その後、残弾がゴジラに対して使用される。
『ゴジラ・モスラ・キングギドラ 大怪獣総攻撃』
防衛海軍の巡洋艦「あいづ」の搭載兵器としてRGM-84が登場。弾頭をD-03に換装し、ゴジラに対して使用される。
『ゴジラ×モスラ×メカゴジラ 東京SOS』
架空の護衛艦「あいづ」の搭載兵器としてRGM-84が登場。東京へ向けて太平洋上を進むゴジラに対して使用される。
『沈黙の戦艦』
テロリストに乗っ取られたアイオワ級戦艦「ミズーリ」に搭載されたRGM-84が、衛星中継基地を破壊するために使用される。
『亡国のイージス』
幹部らの叛乱により架空のイージス護衛艦「いそかぜ」より2発発射され僚艦である架空の護衛艦「うらかぜ」を撃沈した。
なお「うらかぜ」の76mm単装速射砲により1発は撃墜された。

### アニメ・漫画
『ジオブリーダーズ』
UGM-84が登場。
『ジパング』
第二次世界大戦時へタイムスリップする架空のイージス護衛艦「みらい」の搭載兵器として、RGM-84が登場。
オペレーション「サジタリウス」では、ガダルカナル島に上陸したアメリカ海兵隊に対して警告を送るために無弾頭型が1発使用され、レーザー誘導で物資集積所に着弾する。アリューシャン撤退戦では、ノースカロライナ級戦艦「ノースカロライナ」に対して3発使用される。
『スプリガン』
『戦海の剣シリーズ』
「くろしお」「しろしお」「さきしお」の搭載兵器として登場。
『タイドライン・ブルー』
架空の戦略型原子力潜水艦「ユリシーズ」の搭載兵器として登場。
『超時空DDH ヘリ母艦南海の決戦』
第二次世界大戦時へタイムスリップする架空の護衛艦「うみなり」の搭載兵器として登場。エセックス級航空母艦「レキシントン」に対して使用される。
『沈黙の艦隊』
架空の原子力潜水艦「やまと」の搭載兵器としてUGM-84が登場。それが通常弾頭か核弾頭であるのかが、物語の重要な要素となる。また、「やまと」は弾頭にチャフを装填した架空型も搭載しており、アメリカ海軍艦艇のレーダーを無力化するために使用される。
その他、アメリカ海軍艦艇に搭載されたRGM-84が、第2護衛隊群や海上に浮上した「やまと」に対して使用される。
『フルメタル・パニック!』

### 小説
『Op.ローズダスト』
第1護衛隊群各艦に搭載されたRGM-84が、テロリストによって仕掛けられたT-Pexを無力化するために使用される。
『日本北朝鮮戦争 竹島沖大空海戦』
物語終盤の北朝鮮海軍との戦闘の際に、むらさめ型護衛艦「ゆうだち」「きりさめ」、はつゆき型護衛艦「はるゆき」、あさぎり型護衛艦「さわぎり」、こんごう型護衛艦「こんごう」に搭載されたRGM-84が一斉発射され、北朝鮮海軍の艦隊を一瞬で全滅させる。
『亡国のイージス』
小説・漫画・映画版で反乱を起こした架空のイージス護衛艦「いそかぜ」の搭載兵器として、RGM-84が登場。「いそかぜ」の進行を阻止しようとする架空の護衛艦「うらかぜ」に対して使用され、「うらかぜ」を撃沈する。
小説・漫画版で発射されたのは4発だが、映画版では2発に変更されている。
『レッド・ストーム作戦発動』

### ゲーム
『MetalStorm』
「AIM-54 フェニックス」の名称で登場。安価でやや性能も良いことから人気がある。
『Wargame Red Dragon』
NATO陣営で使用可能な艦船の武装としてRGM-84が、航空機の武装としてAGM-84が登場する。また、「MOBA」の名称でトラックにRGM-84の4連装ランチャーを搭載した地上発射型が登場する。
『エナジーエアフォースシリーズ』
F/A-18 ホーネット・F-35 ライトニングIIなどの搭載装備として登場。
『鋼鉄戦記C21』
パーツ「ハープーンBS」として登場する。
『戦闘国家シリーズ』
『大戦略シリーズ』
艦船・航空機の搭載装備および地対艦ミサイルユニットとして登場。
『バトルフィールド4』
ゲームモード「キャリア・アサルト」にて地上発射型のものが登場し、一定時間ごとに空母に向けて発射される。
『サブマリンハンター鯱』
「ハープーン・ミサイル」の名称にて対艦・対潜両用ミサイルとして登場。潜水艦が主役の本作では敵空母が繰り出してくる対潜哨戒機を空中で撃ち落とせる唯一の対抗手段として扱われる。
『Cold Waters』
「UGM-84」の名称にてプレイアブルな潜水艦に搭載され、対艦用として発射可能。
『Dangerous  Water』
『エースコンバット7 スカイズ・アンノウン』
F/A-18F Super Hornetの特殊兵装「LASM」として登場。